# Elegia întâia
„Elegia întâia” subîntitulată Închinată lui Dedal, întemeietorul vestitului neam de artiști ai dedalilor este prima poezie-elegie de Nichita Stănescu din volumul 11 elegii, apărut în 1966.

## Comentarii
Academicianul Eugen Simion afirma despre „Elegia întâia” în 1978, 
| “ | Întâia elegie este o definiție, în stilul taoist pe care l-am mai semnalat, e ceva esențial dar nedeterminat și nenumit. De la punct, cel mai concentrat semn și imaginea cea mai redusă a universului până la Creatorul absolut, totul poate fi îndreptățit, sugerat de acest enigmatic El. Stilul este solemn și ermetic ca în vechile cosmogonii (...), stil pregătitor, inițiatic, cu propoziții oraculare din care fiecare înțelege ceea ce poate. | ” |

 (Eugen Simion, Scriitori români de azi, I, Ed. Cartea Românească, București, 1978, p. 178-179). 
Pentru Ion Pop (1980), autorul primei monografii a operei stănesciene, „Elegia întâia (...) reactualizează o «schemă» mitică universală, aceea a eului cosmic...”. Exegetul consideră util să menționeze că „Simbolistica centrului, a punctului și a sferei a reprezentat încă din vechime divinitatea creatoare a lumii. Punctul care se mișcă în haosul originar, definițiile medievale ale lui Dumnezeu ca «sferă al cărei centru e pretutindeni, iar circumferința nicăieri» (...) constituie astfel de repere” (Ioan Pop, Nichita Stănescu, Spațiul și măștile poeziei, Ed. Albatros, București, 1980). 
Mircea Martin (1969) merge pe scenariul unui „itinerar hegelian”, atunci când afirmă că „se închipuie aici o existență ideală, nebuloasă, bogată în conținut nemanifestat (...), poate chiar ideea în sine...” (vol. Generație și creație, EPL, Buc., 1969, p. 11 - 23, cf. Nichita Stănescu interpretat de..., 1983, p. 75). 
Alex. Ștefănescu (1986) apropie preexistența descrisă în acest poem cu „increatul” lui Ion Barbu, găsind similitudini deopotrivă cu străvechile texte sacre indiene sau egiptene „în care divinitatea este definită - cu specifică precauție sacerdotală - prin negație...” (Introducere în opera lui Nichita Stănescu, 1986, p. 102-103). 
Atentă la dedicația poemului, Ștefania Mincu (Momentul Nichita Stănescu, în vol. Nichita Stănescu: Poezii, Ed. Albatros, București, 1987) exploatează tema condiției artistului, a creatorului („Dedal construiește Labirintul interior al cuvântului”, p. 52), astfel încât ajunge la concluzia că „nedeterminarea acelui El cu care debutează elegia dispare: știm acum că se referă la cuvânt” (p. 53). În opinia criticului, Elegia întâia este o încercare din partea poetului de a da „un model constructiv al propriului mod de a se raporta pe sine la cuvânt și lume” (p. 60). 
Ștefan Augustin Doinaș (1980) se întoarce la tema increatului și la atributele ce îi conferă un „comportament mitic”. Căci „increatul e potențialitate plină, posibilitate pură, complet lipsită de propria sa definiție, deoarece - ființă aproape demonică - el își sparge propriile-i determinări.” Doinaș plusează atunci când afirmă că Elegia întâi este nu numai un poem despre increat, ci „chiar un exemplu de increat” (Poezia și poetica lui Nichita Stănescu, din Lectura poeziei, Ed. Cartea Românească, 1980, p. 193 - 202, cf. Nichita Stănescu interpretat de..., Ed. Eminescu, București, 1983, p. 87).